# Jesper Harrie
Jesper Harrie, född 18 mars 1967, är en svensk manusförfattare och journalist. 

## Produktioner i urval
- 1996 - Mysteriet på Greveholm, SVT, avsnittsförfattare och medskapare – med Dan Zethraeus.
- 1996 - Rederiet, SVT, avsnittsförfattare.
- 1997 - 2001 - Abrakadabra - Doris och Gösta, SVT, avsnittsförfattare och medskapare – med Magdalena In de Betou och Anita Bäckström.
- 1998 Kärleksbarn, Östgötatetern, helaftonskomedi skriven tillsammans med Karin Gidfors och Magdalena In de Betou.
- 1999 - Reuter & Skoog, SVT, sketchförfattare.
- 2000 - Brottsvåg, Kanal 5, avsnittsförfattare.
- 2001 - Reuter & Skoog, SVT, sketchförfattare och redaktör.
- 2003 - Män emellan, SVT, avsnittsförfattare och medskapare – med Manusfamiljen och Birgitta Wännström.
- 2003 - Allra mest tecknat, SVT, avsnittsförfattare.
- 2004 - Kvinnor emellan, SVT, avsnittsförfattare och medskapare – med Fredrik T Olsson och Birgitta Wännström.
- 2005 - Skilda sovrum, dröm eller verklighet, Östgötateatern, revy/soppteater.
- 2006 - Spelet om Maya, Historiska museet, författare till utställning och röstregi.
- 2009 - Livet i Fagervik, SVT, redaktör.
- 2010 - Handelssjöfart, Sjöhistoriska museet, författare till basutställning.
- 2012 - Solsidan säsong 3, TV 4, redaktör och avsnittsförfattare.
- 2012 - Mysteriet på Greveholm - Grevens återkomst, SVT, avsnittsförfattare och medskapare – med Dan Zethraeus.
- 2013 - Solsidan säsong 4, TV4, redaktör och avsnittsförfattare. Serien tilldelad TV-priset Kristallen för bästa komedi.
- 2014 - Torpederna, TV4, avsnittsförfattare.
- 2015 - Solsidan 5, TV4, redaktör och avsnittsförfattare.
- 2015 - Boymachine, TV4, redaktör och avsnittsförfattare.
- 2017 - Bonusfamiljen, SVT, huvudförfattare. Serien tilldelad TV-priset Kristallen för bästa drama.
- 2017 - Torpederna 2, CMore / TV4, huvudförfattare. Serien tilldelad TV-priset Kristallen för bästa komedi.
- 2017 - Solsidan – filmen, FLX/Jarowskij, manusförfattare.
- 2019 - Fartblinda, CMore / TV4, huvudförfattare. Under produktion.
- 2025 – Koka björn, Disney+/Anagram, manusförfattare.

Jesper Harrie har dessutom skrivit en lång rad sketcher till olika revysällskap samt monologer till artister.